# Kompung Trach
Kompung Trach, o Kampong Trach, es uno de los ocho distritos que forman la provincia camboyana de Kompot, con una población estimada en marzo de 2008 de 85 776 habitantes. Está dividido en las siguientes  comunas (khum), que se muestran asimismo con población estimada de 2008:
- Boeng Sala Khang Cheung 6,694
- Boeng Sala Khang Tboung 7,683
- Damnak Kantuot Khang Cheung 5,602
- Damnak Kantuot Khang Tboung 7,336
- Kampong Trach Khang Kaeut 9,455
- Kampong Trach Khang Lech 5,749
- Kanthaor Khang Cheung 2,309
- Kanthaor Khang Kaeut 4,345
- Kanthaor Khang Lech 4,578
- Preaek Kroes 8,785
- Ruessei Srok Khang Kaeut 4,301
- Ruessei Srok Khang Lech 10,356
- Svay Tong Khang Cheung 3,391
- Svay Tong Khang Tboung 5,192[1]